# 江澤亜弥
江澤 亜弥（えざわ あや、1994年4月21日 - ）は、日本の女子プロゴルファー。埼玉県日高市出身。日本システムウエア所属。

## 経歴
3歳のときに父親の練習に着いて行きゴルフに興味を持つ。8歳のときにはプロを目指すことを決心。高校は名門・埼玉栄高校に進学。2011年には夏の全国大会で団体優勝を果たす。2013年にプロテストに合格。同期に鈴木愛、成田美寿々、藤田光里らがいる。
2024年2月14日、12歳年上の一般人の男性との結婚を発表。

## 主な成績

### 2015年
- 大東建託・いい部屋ネットレディス 17位タイ
- ニトリレディスゴルフトーナメント 11位タイ
- ゴルフ5レディスプロゴルフトーナメント 11位タイ
- 樋口久子 Pontaレディス 19位タイ

## 出演

### テレビ
- 女子ゴルフペアマッチ選手権・シーズン1（BS朝日、2020年4月20日）- 実妹の江澤亜季とペアを組んで出場も1回戦で荒井舞・山里愛ペアに敗退。
- Good Luck!（とちぎテレビ、2021年1月1日 - ）
- ゴルフサバイバル (BS日テレ、2019年6月の陣など)

### ラジオ
- 江澤亜弥のキープオンゴルフ (NACK5『Raise on Saturday〜どうする!土曜日!!』内コーナー、2024年4月6日 - )